# Marisa Gentilin
Marisa Gentilin (Vicenza, 7 settembre 1936 – Milano, 2 febbraio 2021) è stata una cestista italiana.

## Carriera
Con l'Italia ha disputato i Campionati del mondo del 1967 e quattro edizioni dei Campionati europei (1956, 1960, 1964, 1968).